# 哈立德·胡杰
哈立德·胡杰（阿拉伯语：خالد خوجة；1965年7月4日—），是一名敘利亞政治人物，2015年至2016年間出任叙利亚反对派和革命力量全国联盟主席。
1965年7月4日他在大马士革出生，有土耳其血統，曾擔任全國聯盟在土耳其的代表。